# Nordic Regional
Nordic Regional era uma companhia aérea sueca com sede em Umeå. Operava  serviços regulares ligando um destino internacional a cinco destinos domésticos. Sua base principal era o Aeroporto de Estocolmo-Arlanda. Era subsidiária da Nordic Airways.

## Frota
A frota da Nordic Regional consistiu nas seguintes aeronave (Maio de 2008):
| Aeronaves               | Em Serviço | Ordens | Notas |
| ----------------------- | ---------- | ------ | ----- |
| McDonnell Douglas MD-87 | 1          | –      |       |
| Saab 340A               | 1          | –      |       |
| Total                   | 2          | 0      |       |